# Альтсхаузен
Альтсхаузен (нем. Altshausen, алем. нем. Alschhausa) — местечко и коммуна в Германии, в земле Баден-Вюртемберг.
В литературе встречаются названия местечка и придворных доменов (государственного имущества) Альтсгаузен или Альтшгаузен, также называется Альсгаузен или Альшгаузен.

## История
Коммуна подчиняется административному округу Тюбинген. Входит в состав района Равенсбург. Подчиняется управлению Альтсхаузен. Занимает площадь 20,48 км².
Ранее свободное имперское село в Верхней Швабии, в замке жил главный комтур немецкой орденской провинции Эльзаса и Бургундии (Командорство Швабии, Эльзаса и Бургундии), который считался имперским прелатом. В 1800 году поселение имело 2 415 жителей. Альшгаузен как комтурство немецкого ордена принадлежал к скамье графов и баронов Швабского округа.
В 1806 году этот немецкой орденский округ, или комтурея, был присоединён к Вюртембергу. Местечко и придворные домены в Саульгау, в придунайском округе Вюртембергского королевства, лежали в 30 километрах к юго-западу от Бибераха, на Алгейской железной дороге, от которой отсюда отходила ветвь к Пфуллендорфу. 
Население составляет 4 630 человек (на 31 декабря 2010 года).

## Фотогалерея
- Надвратный дом замка Альтсхаузен.
- Внутри замка. Церковь Святого Михаила.
- Рыночная площадь, вид из замка.